# Тени тевтонов
«Тени тевтонов» — историко-мистический роман российского писателя Алексея Иванова, опубликованный в 2021 году. Стал одной из самых громких книжных новинок сезона.

## Сюжет
Действие книги происходит в двух эпохах: в середине XV века в столице Тевтонского ордена Мальборге и в мае 1945 года в Пиллау. Иванов, по его словам, выстроил сюжет на определённом созвучии двух эпох. 
Польский рыцарь Каэтан Клиховский в 1457 году заключает договор с Бафометом и обязуется добыть меч Сатаны Лигуэт, который принадлежит Тевтонскому ордену. Если он не сможет выполнить условие, на его род падёт проклятие: в каждом поколении будет выживать только один человек. Отдалённый потомок Каэтана, историк Винцент Клиховский, пытается найти меч, чтобы снять это проклятие. Ему приходится иметь дело с нацистами (меч оказался у сбежавшего гауляйтера Коха) и советскими спецслужбами.

## Публикация и оценки
Сначала роман был опубликован в формате аудиосериала, включающего шесть эпизодов, и только позже вышел в виде книги. Сам Иванов оценивает «Тени тевтонов» как не исторический, а постмодернистский текст. Обозреватель «Форбс.ру» счёл, что книге идеально подходит формат аудиосериала: «Музыкальный — то с военным ритмом, то с морским ветром — роман с точно выверенным синтаксисом и прусской звукописью воспринимается на слух едва ли не лучше, чем глазами».
«Тени тевтонов» стали одной из самых обсуждаемых книг 2021 года. Рецензенты увидели в них яркий образчик качественной коммерческой прозы, высоко оценивая метафоричность сюжета, живописность батальных сцен, качество языка. По мнению обозревателя «Известий», Иванов здесь «успешно восполняет такое досадное упущение в отечественной приключенческой литературе для юношества, как отсутствие автохтонного, непереводного рыцарского романа», причём «удобочитаемость, простота и гладкость восприятия стоят... во главе угла, вежливо потеснив авторское самовыражение в списке приоритетов».
Рецензент «Мира фантастики» раскритиковал книгу за «катастрофически неправдоподобных женских персонажей» и нелепость любовной линии.